# O wilku i siedmiu koźlątkach

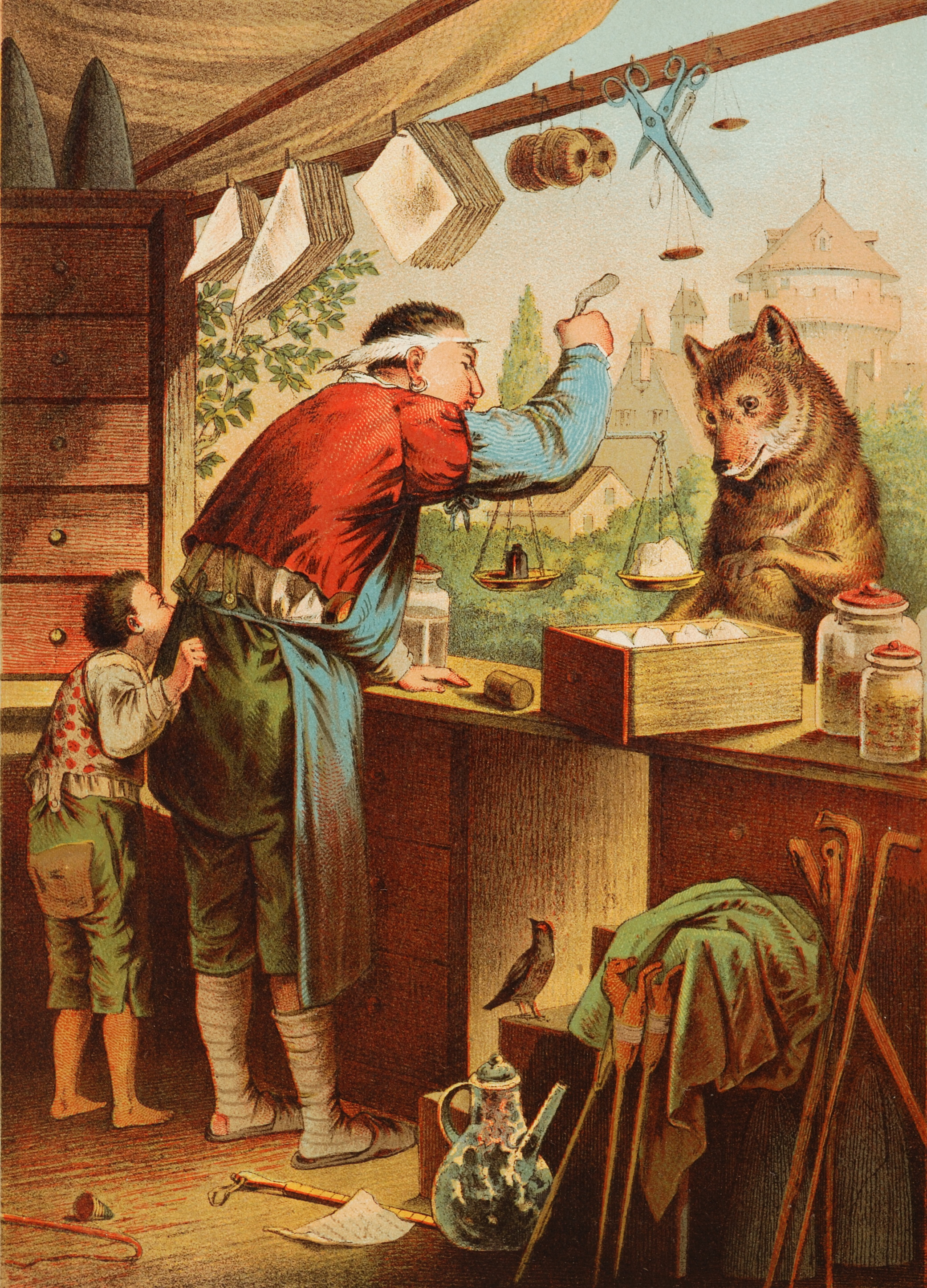
Ilustracja Heinricha Leutemanna i Carla Offterdingera

O wilku i siedmiu koźlątkach (niem. Der Wolf und die sieben jungen Geißlein) – baśń ludowa spisana i opublikowana przez braci Grimm w 1812 roku w ich zbiorze Baśni (tom 1, nr 5).
Tytuł alternatywny: Wilk i siedem koźlątek.

## Treść
Główną bohaterką jest koza, która miała siedmioro dzieci - koźlątek. Pewnego dnia zawołała dzieci do siebie i oświadczyła, że musi wyjść do lasu. Ostrzegła, żeby miały się na baczności przed złym i podstępnym wilkiem, który może je zjeść. Pouczyła, że wilka rozpoznają po szorstkim głosie i czarnych łapach. Koźlęta obiecały matce, że będą ostrożne i koza wyszła z domu. Jakiś czas później rozległo się pukanie do drzwi. Po chwili zza drzwi dobiegł głos - "otwórzcie kochane dzieci. To ja wasza matka". Ale koźlęta rozpoznały wilka po głosie i nie otworzyły drzwi. 
Wilk poszedł wówczas do sklepu, kupił kredę i połknął ją. Jego głos stał się od kredy delikatny. Powrócił do domu koźlątek i ponowił próbę. Jednak dzieci kazały mu pokazać łapę przez okno, a kiedy przekonały się, że jest czarna - nie wpuściły go do środka. Wówczas wilk poszedł do młyna i kazał młynarzowi pobielić sobie łapy na biało. Młynarz początkowo odmówił, gdyż podejrzewał wilka o złe zamiary, ale kiedy wilk zagroził mu pożarciem - spełnił jego prośbę. Ponownie podszedł do domu koźlątek i pokazał białe od mąki łapy przez okno. Koźlątka sądząc, że to naprawdę ich matka otworzyły drzwi. Kiedy w drzwiach ujrzały wilka, w panice rzuciły się do ucieczki. Wilk połapał je, jedno po drugim i pożarł żywcem. Jedynie najmłodsze koźlątko zdołało schronić się w zegarze i nie zostało znalezione. Wilk najedzony opuścił dom, położył się na łące i zasnął. 
Tymczasem mama koźlątek powróciła do domu. Zaczęła szukać dzieci i nie mogła ich znaleźć. Dopiero po chwili koźlątko ukryte w zegarze zawołało ją i opowiedziało co się stało. Oboje byli zrozpaczeni. Kiedy wyszli na łąkę zobaczyli śpiącego wilka, w którego brzuchu coś się ruszało. Mama koźlątek wzięła szybko nożyce, igłę i nici, i podeszła do wilka. Najpierw rozcięła mu brzuch i po kolei wyciągnęła z niego wszystkie połknięte w całości koźlątka. Potem kazała nazbierać im kamieni, które włożyła do brzucha wilka i zaszyła je w środku. Po przebudzeniu wilk poczuł, że jego żołądek jest ciężki. Postanowił napić się wody ze studni, ale kiedy się nad nią nachylił, ciężar kamieni pociągnął go w dół, tak że wilk wpadł do środka i się utopił. 
Na ten widok koźlątka i ich matka zaczęły tańczyć radośnie przy studni, ciesząc się, że zły wilk  nie żyje.

## Adaptacje filmowe
- Wilk i siedem kózek – radziecki film animowany z 1957 roku
- Skarbczyk najpiękniejszych bajek (Wilk i siedem koźlątek - odcinek 13) – japoński serial animowany z 1995 roku
- Baśnie Braci Grimm: Simsala Grimm – niemiecki serial animowany z 1999 roku (odcinek 4, serii 1)